# Mileanca
Mileanca est une commune roumaine située dans le județ de Botoșani.

## Personnalité
Jon Vadura, un natif de la commune né en 1883, est enterré au cimetière militaire de Dieuze (Moselle). Jon Vadura est mort pour la France en avril 1917, à l'hôpital militaire de Labry lors de la première guerre mondiale.